# Losse, Stendal
Losse là một đô thị thuộc huyện Stendal, bang Sachsen-Anhalt, Đức. Đô thị Losse, Stendal có diện tích 8,9 km², dân số thời điểm ngày 31 tháng 12 năm 2006 là 124 người.